# Betlhem Desalegn
Betlhem Desalegn Belayneh (in arabo بتلهم بلينه‎?; in amarico: ቤተልሄም ደሳለኝ በላይነህ; Addis Abeba, 13 novembre 1991) è una mezzofondista etiope naturalizzata emiratina.
Ha gareggiato per gli Emirati Arabi Uniti ai Giochi olimpici di Londra 2012 e si qualificò per partecipare all'edizione seguente di Rio de Janeiro 2016, ma a causa di irregolarità nel passaporto biologico non le è stato possibile gareggiare venendo squalificata alla vigilia della competizione per due anni. Inoltre, tutti i risultati conseguiti dal 6 marzo 2014 al 22 luglio 2016 sono stati annullati, comprese le medaglie vinte ai campionati asiatici di Wuhan 2015 e Doha 2016.

## Palmarès
| Anno | Manifestazione                    | Sede           | Evento       | Risultato | Prestazione | Note                  |
| ---- | --------------------------------- | -------------- | ------------ | --------- | ----------- | --------------------- |
| 2011 | Campionati arabi juniores         | Il Cairo       | 1500 m piani | Argento   | 4'24"26     |                       |
| 2011 | Campionati dell'Asia occidentale  | Aleppo         | 800 m piani  | 4ª        | 2'10"42     |                       |
| 2011 | Campionati dell'Asia occidentale  | Aleppo         | 1500 m piani | Bronzo    | 4'29"24     |                       |
| 2011 | Giochi asiatici                   | Canton         | 800 m piani  | Batteria  | 2'10"80     |                       |
| 2011 | Giochi asiatici                   | Canton         | 1500 m piani | 8ª        | 4'19"99     |                       |
| 2011 | Mondiali cross country            | Punta Umbría   | Senior       | 61ª       | 27'44"      |                       |
| 2011 | Campionati asiatici               | Kōbe           | 1500 m piani | 5ª        | 4'24"38     |                       |
| 2011 | Campionati asiatici               | Kōbe           | 5000 m piani | 5ª        | 16'04"98    |                       |
| 2011 | Giochi panarabi                   | Doha           | 1500 m piani | Bronzo    | 4'21"50     |                       |
| 2011 | Giochi panarabi                   | Doha           | 5000 m piani | Argento   | 16'12"71    |                       |
| 2012 | Campionati asiatici indoor        | Hangzhou       | 1500 m piani | Argento   | 4'16"97     |                       |
| 2012 | Campionati asiatici indoor        | Hangzhou       | 5000 m piani | Argento   | 8'53"56     |                       |
| 2012 | Mondiali indoor                   | Istanbul       | 3000 m piani | Batteria  | 9'12"63     |                       |
| 2012 | Giochi olimpici                   | Londra         | 1500 m piani | Batteria  | 4'14"07     |                       |
| 2012 | Campionati dell'Asia occidentale  | Dubai          | 800 m piani  | Oro       | 2'14"30     |                       |
| 2012 | Campionati dell'Asia occidentale  | Dubai          | 1500 m piani | Oro       | 4'32"92     |                       |
| 2013 | Campionati asiatici               | Pune           | 1500 m piani | Oro       | 4'13"67     |                       |
| 2013 | Campionati asiatici               | Pune           | 5000 m piani | Oro       | 15'12"84    | Record dei campionati |
| 2013 | Campionati arabi                  | Doha           | 1500 m piani | Bronzo    | 4'55"23     |                       |
| 2013 | Campionati arabi                  | Doha           | 5000 m piani | Oro       | 15'48"59    |                       |
| 2013 | Mondiali                          | Mosca          | 1500 m piani | Batteria  | 4'12"97     |                       |
| 2013 | Mondiali                          | Mosca          | 5000 m piani | Batteria  | 16'13"27    |                       |
| 2013 | Giochi della solidarietà islamica | Palembang      | 1500 m piani | Bronzo    | 4'20"09     |                       |
| 2013 | Giochi della solidarietà islamica | Palembang      | 5000 m piani | Argento   | 16'16"84    |                       |
| 2014 | Campionati asiatici indoor        | Hangzhou       | 1500 m piani | Argento   | 4'19"83     |                       |
| 2014 | Campionati asiatici indoor        | Hangzhou       | 3000 m piani | Argento   | 8'46"54     | Record nazionale      |
| 2014 | Mondiali indoor                   | Sopot          | 3000 m piani | dq        | dq          |                       |
| 2014 | Giochi asiatici                   | Incheon        | 1500 m piani | dq        | dq          |                       |
| 2014 | Giochi asiatici                   | Incheon        | 5000 m piani | dq        | dq          |                       |
| 2015 | Campionati arabi                  | Manama         | 1500 m       | dq        | dq          |                       |
| 2015 | Campionati arabi                  | Manama         | 800 m piani  | dq        | dq          |                       |
| 2015 | Campionati asiatici               | Wuhan          | 1500 m piani | dq        | dq          |                       |
| 2015 | Campionati asiatici               | Wuhan          | 5000 m piani | dq        | dq          |                       |
| 2015 | Mondiali                          | Pechino        | 1500 m piani | dq        | dq          |                       |
| 2015 | Mondiali                          | Pechino        | 5000 m piani | dq        | dq          |                       |
| 2016 | Campionati asiatici indoor        | Doha           | 1500 m piani | dq        | dq          |                       |
| 2016 | Campionati asiatici indoor        | Doha           | 3000 m piani | dq        | dq          |                       |
| 2016 | Mondiali indoor                   | Portland       | 3000 m piani | dq        | dq          |                       |
| 2016 | Giochi olimpici                   | Rio de Janeiro | 1500 m piani | dns       | dns         |                       |